# William Lamb, II visconte Melbourne
William Lamb, II visconte Melbourne, noto anche semplicemente come Lord Melbourne (Londra, 15 marzo 1779 – 24 novembre 1848), è stato un nobile e politico britannico, esponente dei Whig, che ricoprì dapprima l'incarico di ministro dell'Interno (1830-1834) e poi due mandati di Primo ministro del Regno Unito, nel 1834 e dal 1835 al 1841.
La città australiana di Melbourne, capitale dello Stato di Victoria, fu così chiamata in suo onore nel 1837.
È noto anche col nome colloquiale di Lord M.

## Biografia

### I primi anni
Nato a Londra da una famiglia aristocratica politicamente schierata però con il partito dei Whig, venne educato a Eton ed al Trinity College di Cambridge, dove ebbe modo di entrare in contatto con i veri fautori della cultura romantica come Percy Bysshe Shelley e Lord Byron. Nel 1805 egli succedette ai titoli paterni dopo la morte del fratello maggiore e sposò Lady Caroline Ponsonby. L'anno successivo venne eletto nella Camera dei Comuni britannica per il partito Whig per Leominster. Per le elezioni del 1806 si spostò alla sede di Haddington e dal 1807 passò a Portarlington (mantenendola sino al 1812).
In quest'epoca egli divenne noto in particolar modo per la condotta scandalosa della moglie che aveva avuto una relazione dopo sposata con Lord Byron. I due riuscirono a riconciliarsi per breve tempo ma già dal 1825 meditarono di separarsi. La controversia venne risolta ad ogni modo con la morte improvvisa di Caroline nel 1828 che tuttavia provò notevolmente sotto il profilo psicologico William Lamb.
Nel 1816 William Lamb tornò al parlamento per Peterborough, sostenuto dal Wigh William Fitzwilliam, IV conte Fitzwilliam. Egli accettò dunque l'incarico di capo segretario per l'Irlanda nel 1827 nell'ambito del governo moderato Tory di George Canning e Lord Goderich. Alla morte del padre nel 1828 egli ottenne il titolo di Visconte Melbourne e venne ammesso alla Camera dei lord.

### Segretario di Stato per gli Affari Interni: 1830–1834
Quando gli Whigs passarono al potere con Lord Grey nel novembre del 1830 egli divenne Segretario di Stato per gli Affari Interni del nuovo governo, fronteggiando il malcontento degli anni 1830-32 "agendo vigorosamente e con sensibilità, prendendo ogni decisione a cuore". Nelle rivolte del 1830-31 egli si rifiutò di raccogliere gli allarmismi dei magistrati che volevano ristabilire l'ordine tra i rivoltosi con la forza delle armi, preferendo invece intensificare l'azione legislativa per assicurare i colpevoli alla giustizia. Egli nominò una commissione speciale col compito di giudicare i colpevoli di cui solo alcuni furono condannati a morte.

### Primo Ministro: 1834, 1835–1841

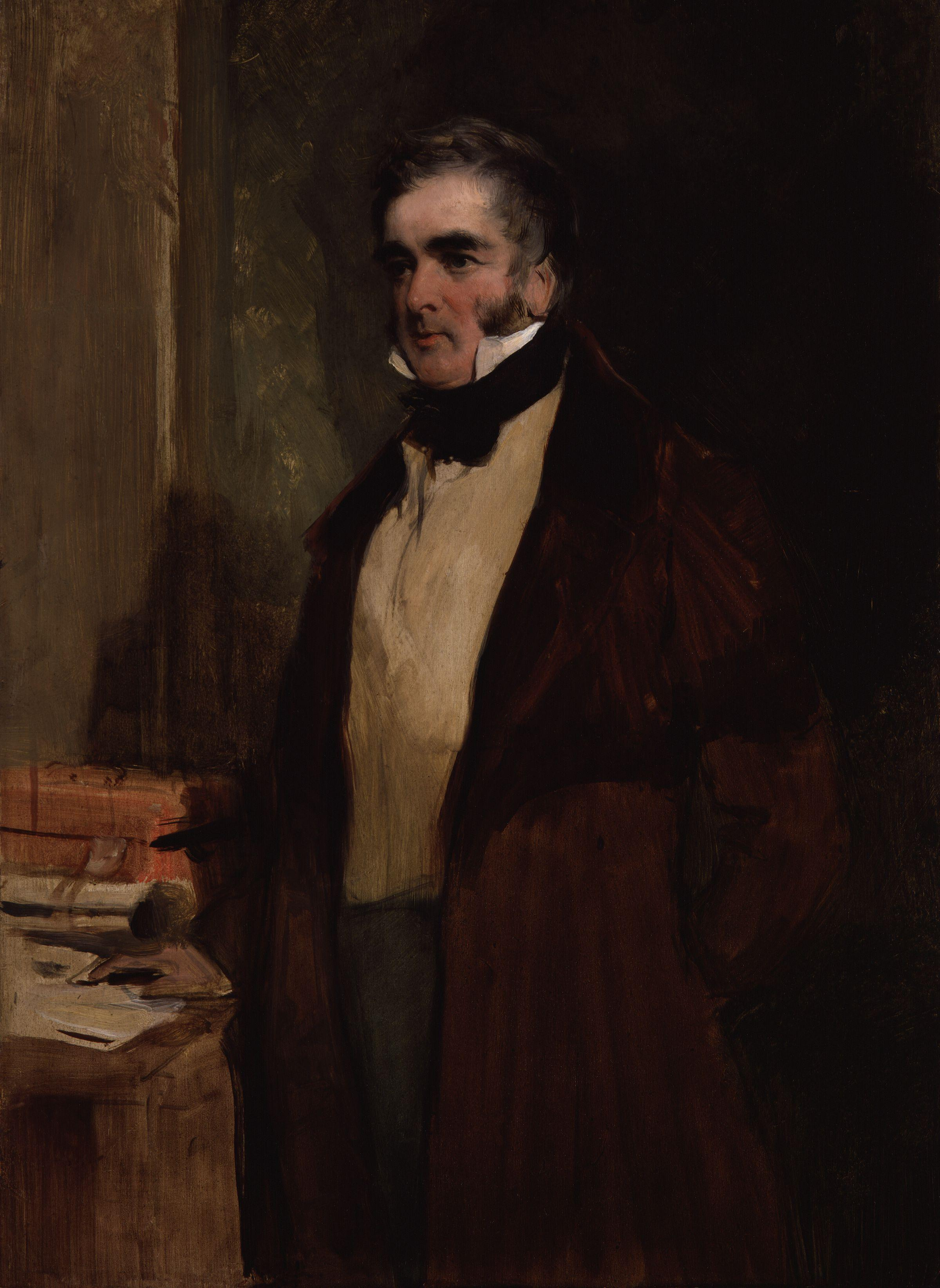
Il primo ministro William Lamb, II visconte Melbourne in un ritratto di Sir Edwin Henry Landseer.

Dopo la rinuncia al proprio incarico da parte di Lord Grey nel luglio del 1834, il re venne obbligato a nominare un altro Whig a rimpiazzarlo in quanto i Tories non erano sufficientemente forti per gestire un governo. Melbourne era l'uomo che più riusciva ad accontentare entrambe le parti e a soddisfare il re, anche se egli in un primo momento esitò e dovette incontrarsi col re in persona per discutere la formazione del nuovo governo. Secondo il biografo Charles Greville, Melbourne disse al suo segretario, Tom Young: "Penso che sia una dannata noia. Non so proprio che fare". Young replicò: "Beh, accidenti, un incarico del genere non è stato tenuto da nessun Greco o Romano: Se anche fosse solo per tre mesi varrebbe la pena di esser stato Primo Ministro d'Inghilterra [sic] "Per Dio, questo è vero" Melbourne rispose, "lo farò"
Il compromesso, ad ogni modo, fu la chiave di molte delle azioni di Melbourne. Egli si dimostrò contrario alle teorie di riforme radicali del governo proposte dai Whigs ma riteneva che esse fossero necessarie per salvare il paese dalla rivoluzione che pareva imminente e che già in altri Stati europei aveva rovesciato molti governi e aperto la strada a guerre civili.
L'opposizione di Guglielmo IV del Regno Unito alle riforme dei Whigs lo portò a licenziare Melbourne nel novembre del 1834. Successivamente il re diede al Tory Sir Robert Peel l'incarico di formare un nuovo governo. Peel ad ogni modo si dimostrò incapace di creare una solida piattaforma politica su cui poggiare le proprie azioni di governo alla Camera dei Comuni, che segretamente ancora sosteneva Melbourne e, come tale, dopo la sconfitta di Peel alle elezioni del gennaio del 1835, Melbourne fu richiamato al governo nell'aprile di quell'anno. Fu questa l'ultima volta nella storia in cui un monarca inglese tentò di nominare un proprio Primo Ministro senza che questo avesse avuto la maggioranza da parte del parlamento.
L'anno successivo, Melbourne venne coinvolto in uno scandalo a sfondo sessuale: una lettera anonima infatti lo accusava di una relazione con Caroline Norton, una donna sposata, e richiedeva £1400 per mantenere il silenzio. In quell'epoca uno scandalo del genere poteva decretare la fine della carriera pubblica di una persona ma, per la sua rispettabilità e per la fiducia di cui godeva, Melbourne riuscì a resistere anche per il fatto che non esistevano prove tangibili della relazione, tanto che le maldicenze scemarono progressivamente.
Melbourne era Primo ministro anche quando la Regina Vittoria ascese al trono nel giugno del 1837. Appena diciottenne, ella cercava in tutti i modi di liberarsi della pressante influenza della madre, la duchessa di Kent Vittoria e del suo consigliere e amante segreto John Conroy. Per i successivi quattro anni di governo, Melbourne fu per la regina un vero e proprio maestro nell'arte della politica e i due divennero grandi amici: Vittoria lo considerava come un padre (il suo vero padre era morto quando ella aveva appena 8 mesi e la figlia di Melbourne era morta in tenera età). A Melbourne venne riservato un appartamento privato al Castello di Windsor e uno in ogni residenza reale e già le prime voci di scandalo per una relazione tra i due si fecero avanti, ma senza successo.
Nel maggio del 1839 le dimissioni di Melbourne portarono a un momento di crisi e portarono alla ribalta i Tories, guidati da Robert Peel il quale aveva accettato di formare un nuovo governo solo nel caso in cui la Regina Vittoria avesse eliminato dal parlamento molti deputati a lui ostili. La Regina si rifiutò e Peel non volle quindi a sua volta formare un nuovo governo. Fu chiesto perciò a Melbourne di rimanere in carica.

Il 25 febbraio 1840 Melbourne venne ammesso come membro onorario della Royal Society.
La vittoria dei conservatori nelle elezioni generali del 1841 causò le dimissioni del governo Whig di Lord Melbourne dopo un voto di sfiducia, che fu sostituito dal leader dei Tory Robert Peel.

### Gli ultimi anni (1841–1848)
Malgrado le richieste, Melbourne decise di ritirarsi completamente dalla vita politica e così avvenne dall'agosto del 1841 e visse a Brocket Hall, nell'Hertfordshire. Egli rimase a ogni modo in contatto epistolare con la regina Vittoria, anche se poi questa corrispondenza dovette cessare perché considerata a corte come inappropriata.
Solo e senza figli, quando Melbourne morì i suoi titoli passarono a suo fratello minore Frederick.

## Ascendenza
|                                     |                              |                             | Genitori          |  |  | Nonni |  |  | Bisnonni     |  |  | Trisnonni |  |
|                                     |                              |                             |                   |  |  |       |  |  | Matthew Lamb |  |  | …         |  |
|                                     |                              |                             |                   |  |  |       |  |  | Matthew Lamb |  |  | …         |  |
|                                     |                              | …                           |                   |  |  |       |  |  | Matthew Lamb |  |  |           |  |
| Matthew Lamb, I baronetto           |                              |                             |                   |  |  |       |  |  | Matthew Lamb |  |  |           |  |
|                                     |                              | …                           | …                 |  |  |       |  |  |              |  |  |           |  |
|                                     |                              | …                           | …                 |  |  |       |  |  |              |  |  |           |  |
|                                     |                              | …                           | …                 |  |  |       |  |  |              |  |  |           |  |
| Peniston Lamb, I visconte Melbourne |                              | …                           |                   |  |  |       |  |  |              |  |  |           |  |
|                                     |                              | Thomas Coke                 | John Coke         |  |  |       |  |  |              |  |  |           |  |
|                                     |                              | Thomas Coke                 | John Coke         |  |  |       |  |  |              |  |  |           |  |
|                                     |                              | Thomas Coke                 | Mary Leventhorpe  |  |  |       |  |  |              |  |  |           |  |
| Charlotte Coke                      |                              | Thomas Coke                 |                   |  |  |       |  |  |              |  |  |           |  |
|                                     |                              | Mary Hale                   | Richard Hale      |  |  |       |  |  |              |  |  |           |  |
|                                     |                              | Mary Hale                   | Richard Hale      |  |  |       |  |  |              |  |  |           |  |
|                                     |                              | Mary Hale                   | Elizabeth Meynell |  |  |       |  |  |              |  |  |           |  |
| William Lamb, II visconte Melbourne |                              | Mary Hale                   |                   |  |  |       |  |  |              |  |  |           |  |
|                                     | Ralph Milbanke, IV baronetto | Mark Milbanke, II baronetto |                   |  |  |       |  |  |              |  |  |           |  |
|                                     | Ralph Milbanke, IV baronetto | Mark Milbanke, II baronetto |                   |  |  |       |  |  |              |  |  |           |  |
|                                     | Ralph Milbanke, IV baronetto | Jane Carr                   |                   |  |  |       |  |  |              |  |  |           |  |
| Ralph Milbanke, V baronetto         | Ralph Milbanke, IV baronetto |                             |                   |  |  |       |  |  |              |  |  |           |  |
|                                     |                              | Anne Delaval                | Edward Delaval    |  |  |       |  |  |              |  |  |           |  |
|                                     |                              | Anne Delaval                | Edward Delaval    |  |  |       |  |  |              |  |  |           |  |
|                                     |                              | Anne Delaval                | Mary Blake        |  |  |       |  |  |              |  |  |           |  |
| Elizabeth Milbanke                  |                              | Anne Delaval                |                   |  |  |       |  |  |              |  |  |           |  |
|                                     |                              | John Hedworth               | Ralph Hedworth    |  |  |       |  |  |              |  |  |           |  |
|                                     |                              | John Hedworth               | Ralph Hedworth    |  |  |       |  |  |              |  |  |           |  |
|                                     |                              | John Hedworth               | Eleanor Lambton   |  |  |       |  |  |              |  |  |           |  |
| Elizabeth Hedworth                  |                              | John Hedworth               |                   |  |  |       |  |  |              |  |  |           |  |
|                                     |                              | Margaret Ayton              | Samuel Ayton      |  |  |       |  |  |              |  |  |           |  |
|                                     |                              | Margaret Ayton              | Samuel Ayton      |  |  |       |  |  |              |  |  |           |  |
|                                     |                              | Margaret Ayton              | Elizabeth Watson  |  |  |       |  |  |              |  |  |           |  |
|                                     |                              | Margaret Ayton              |                   |  |  |       |  |  |              |  |  |           |  |